# Masoveria de les Ferreres (Sant Bartomeu del Grau)
La Masoveria de les Ferreres és un edifici de Sant Bartomeu del Grau (Osona) inclòs a l'Inventari del Patrimoni Arquitectònic de Catalunya.

## Descripció
Es tracta d'un edifici de planta rectangular allargada, amb teulat a doble vessant lateral amb relació a la façana principal. L'edifici és de dues plantes i està construït amb pedres irregulars i poc morter, amb les obertures reforçades amb maons. Actualment és una construcció restaurada però conserva la seva estructura antiga i la porta d'entrada amb una arcada de dovelles de pedra.

## Història
Aquesta casa és la primera construcció que es conserva amb el nom de les Ferreres, ara gran casa situada poc més amunt d'aquesta construcció. Situada a la vorera del camí que portava a Berga i no lluny d'una font, el nom de les Ferreres ve de les feines de ferrer que es realitzaven en aquesta casa, d'on també provenen les armes de la casa: unes tenalles, un compàs i un martell, conservades en una làpida mortuòria trobada a la parròquia de Sant Bartomeu del Grau i ara conservada davant la capella de Sant Jaume del Mas les Ferreres.